# Benetton Rugby Treviso 2003-2004

## Super 10 2003-04

### Stagione regolare
| Incontro                      | Andata | Ritorno |
| ----------------------------- | ------ | ------- |
| Benetton Treviso — Leonessa   | 26-9   | 34-15   |
| Rugby Roma — Benetton Treviso | 10-42  | 17-62   |
| Petrarca — Benetton Treviso   | 6-13   | 17-38   |
| Benetton Treviso — Parma      | 43-24  | 27-21   |
| Viadana — Benetton Treviso    | 14-19  | 17-37   |
| Benetton Treviso — Calvisano  | 33-27  | 27-17   |
| L’Aquila — Benetton Treviso   | 16-18  | 5-30    |
| Benetton Treviso — GRAN Parma | 41-24  | 53-29   |
| Rovigo — Benetton Treviso     | 38-43  | 15-33   |

#### Risultati della stagione regolare
| Posizione | G  | V  | N | P | PF  | PS  | DP   | B | Pt |
| --------- | -- | -- | - | - | --- | --- | ---- | - | -- |
| 1ª        | 18 | 18 | 0 | 0 | 619 | 324 | +295 | 9 | 81 |

### Fase finale
| Turno | Incontro                     | Andata | Ritorno |
| ----- | ---------------------------- | ------ | ------- |
| SF    | Parma — Benetton Treviso     | 13-13  | 6-41    |
| F     | Benetton Treviso — Calvisano | 22-10  | 22-10   |

## Coppa Italia 2003-04

### Prima fase
| Incontro                      | Andata | Ritorno |
| ----------------------------- | ------ | ------- |
| Petrarca — Benetton Treviso   | 10-16  | 21-23   |
| Benetton Treviso — L’Aquila   | 71-12  | 13-12   |
| Parma — Benetton Treviso      | 14-15  | 3-13    |
| Benetton Treviso — Rugby Roma | 99-10  | 32-34   |

#### Risultati della prima fase
| Posizione | G | V | N | P | PF  | PS  | DP   | B | Pt |
| --------- | - | - | - | - | --- | --- | ---- | - | -- |
| 2ª        | 8 | 6 | 0 | 2 | 259 | 101 | +158 | 0 | 24 |

### Fase finale
| Turno | Incontro                   | Risultato |
| ----- | -------------------------- | --------- |
| SF    | Viadana — Benetton Treviso | 29-16     |

## Heineken Cup 2003-04

### Prima fase
| Incontro                            | Andata | Ritorno |
| ----------------------------------- | ------ | ------- |
| Benetton Treviso — Gloucester       | 12-33  | 11-42   |
| Munster — Benetton Treviso          | 51-0   | 31-20   |
| Benetton Treviso — Bourgoin-Jallieu | 42-33  | 19-35   |

#### Risultati della prima fase
| Posizione | G | V | N | P | PF  | PS  | DP   | B | Pt |
| --------- | - | - | - | - | --- | --- | ---- | - | -- |
| 4ª        | 6 | 1 | 0 | 5 | 104 | 225 | -121 | 1 | 5  |